# 16356 Univbalttech
16356 Univbalttech eller 1976 GV2 är en asteroid i huvudbältet som upptäcktes den 1 april 1976 av den rysk-sovjetiske astronomen Nikolaj Tjernych vid Krims astrofysiska observatorium på Krim. Den har fått sitt namn efter ett universitet i Sankt Petersburg.
Asteroiden har en diameter på ungefär 14 kilometer och den tillhör asteroidgruppen Themis.